# Samsung Galaxy S Duos 2
Samsung Galaxy S Duos 2 es una versión de doble SIM del Samsung Galaxy Trend Plus, fabricado por Samsung Electronics, es el sucesor del Galaxy S Duos. Fue presentado el 30 de noviembre de 2013 y fue lanzado el 5 de diciembre de 2013 en diferentes países. A diferencia de otros modelos con doble SIM, este dispositivo es parte de la gama alta S solo por contener la S en el nombre. Es el sucesor del Samsung Galaxy S Duos, se ve idéntico al antecesor, pero mejorado, tiene un mejor procesador y un sistema operativo actualizado.

## Especificaciones

### Hardware y Diseño
El diseño del Galaxy S Duos 2 es idéntico al diseño del Galaxy S Duos, el diseño es similar al Galaxy S III mini, el dispositivo está disponible en 2 colores: Negro y Blanco. La pantalla es de 4 pulgadas (102 mm) 233p TFT y panel LCD, igual que su predecesor, pero no tiene brillo automático.

## Cámara
Galaxy S Duos 2 tiene una cámara de 5 MP con flash LED y 0,3 MP de cámara frontal. La cámara trasera tiene 7 modos de foto y puede grabar video en 720p, 480p y 240p.
El S Duos 2 tiene una batería de 1500 mAh.

### Software
El Galaxy S Duos 2 viene con Android 4.2.2 Jelly Bean y TouchWiz. El Galaxy S Duos 2 no se actualizará.